# Eria pseudoclavicaulis
Eria pseudoclavicaulis är en orkidéart som beskrevs av Ethelbert Blatter. Eria pseudoclavicaulis ingår i släktet Eria och familjen orkidéer. Inga underarter finns listade i Catalogue of Life.